# 木村三四吾
木村 三四吾（きむら みよご、1916年3月24日 - 2008年4月）は、日本の近世文学研究者。大阪樟蔭女子大学名誉教授。「餘二稿」「餘二庵」「佐保之不貞祢」と号した。
兵庫県姫路市生まれ。1933年、姫路高等学校入学。1939年、京都帝国大学国文科卒業、同大学院に進学。1945年、天理図書館司書研究員。天理図書館の名物司書として名声が高かった。1976年、天理図書館を停年退職し、同年大阪樟蔭女子大学教授に就任。同大学図書館長を勤め、1986年定年退職、同大学名誉教授。
若い頃は俳諧関係の研究を中心に行い、晩年は曲亭馬琴を中心に研究した。『木村三四吾著作集』全4巻がある。

## 著書
- 『俳書の変遷』八木書店、1998年（木村三四吾著作集 1）
- 『滝沢馬琴』八木書店、1998年（木村三四吾著作集 2）
- 『書物散策』八木書店、1998年（木村三四吾著作集 3）
- 『藝文余韻』八木書店、2000年（木村三四吾著作集 4（資料篇））

## 編纂校訂
- 『あさぢが露』古典文庫、1953年
- 『冬の日』山本荷兮、八木書店、1974年
- 『波留濃日』山本荷兮、八木書店、1975年
- 『業余稿叢』1976年
- 『さくらかがみ 新吉原細見』吉田魚川、八木書店、1979年
- 『還魂紙料』柳亭種彦、八木書店、1982年
- 『京大本馬琴書簡集 篠斎宛』八木書店、1983年
- 『花月日記』松平定信、八木書店、1986年
- 『吾仏乃記 滝沢馬琴家記』八木書店、1987年
- 『近世物之本江戸作者部類 馬琴 八木書店、 1988年
- 『新潮日本古典集成 竹馬狂吟集 新撰犬筑波集』井口寿、新潮社、1988年
- 『夜半亭初懐紙』高井几董、八木書店、1988年
- 『後の為乃記』馬琴、1992年
- 『路女日記』土岐村路、八木書店、1994年